# Oriol-en-Royans
Pour les articles homonymes, voir Oriol.
Oriol-en-Royans est une commune française située dans le département de la Drôme, en région Auvergne-Rhône-Alpes.

## Géographie

### Localisation
La commune, traversée par le 45e parallèle nord, est de ce fait située à égale distance du pôle Nord et de l'équateur terrestre (environ 5 000 km).
Oriol-en-Royans est située à 3 km de Saint-Jean-en-Royans (chef-lieu du canton) et à 31 km à l'est de Romans-sur-Isère.

### Hydrographie

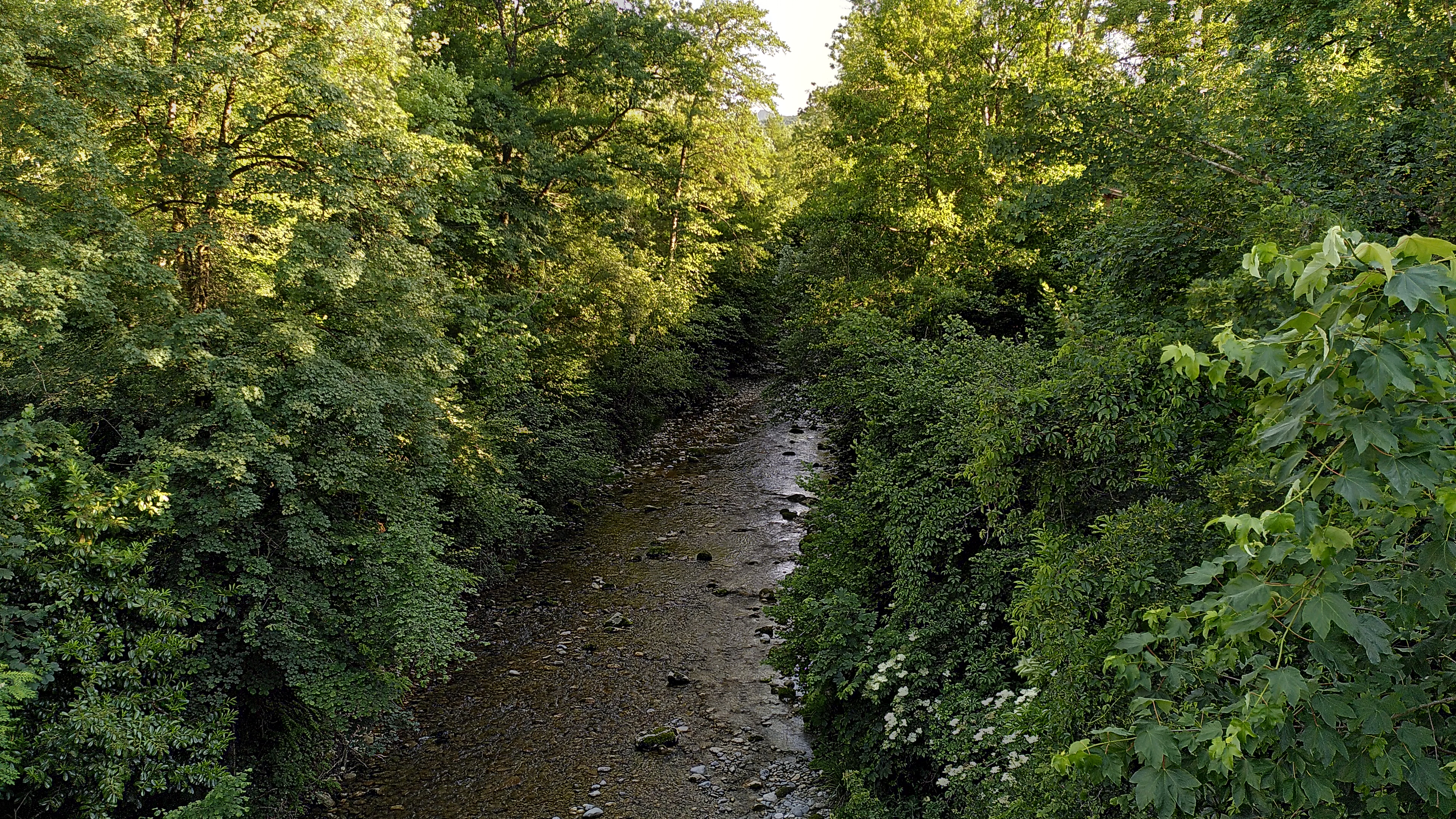
La Lyonne depuis le bas d'Oriol-en-Royans.

La commune est sur les rives de la Lyonne.
En 1891, le ruisseau Agnel (affluent de la Lionne) est attesté.

### Climat
Pour des articles plus généraux, voir Climat d'Auvergne-Rhône-Alpes et Climat de la Drôme.
En 2010, le climat de la commune est de type climat méditerranéen altéré, selon une étude du Centre national de la recherche scientifique s'appuyant sur une série de données couvrant la période 1971-2000. En 2020, Météo-France publie une typologie des climats de la France métropolitaine dans laquelle la commune est exposée à un climat de montagne ou de marges de montagne et est dans la région climatique  Alpes du nord, caractérisée par une pluviométrie annuelle de 1 200 à 1 500 mm, irrégulièrement répartie en été. 
Pour la période 1971-2000, la température annuelle moyenne est de 12,1 °C, avec une amplitude thermique annuelle de 17,6 °C. Le cumul annuel moyen de précipitations est de 1 070 mm, avec 8,7 jours de précipitations en janvier et 5,9 jours en juillet. Pour la période 1991-2020, la température moyenne annuelle observée sur la station météorologique de Météo-France la plus proche, « Saint-Jean-en-Royans », sur la commune de Saint-Jean-en-Royans à 3 km à vol d'oiseau, est de 12,3 °C et le cumul annuel moyen de précipitations est de 1 136,1 mm,. Pour l'avenir, les paramètres climatiques de la commune estimés pour 2050 selon différents scénarios d'émission de gaz à effet de serre sont consultables sur un site dédié publié par Météo-France en novembre 2022.

## Urbanisme

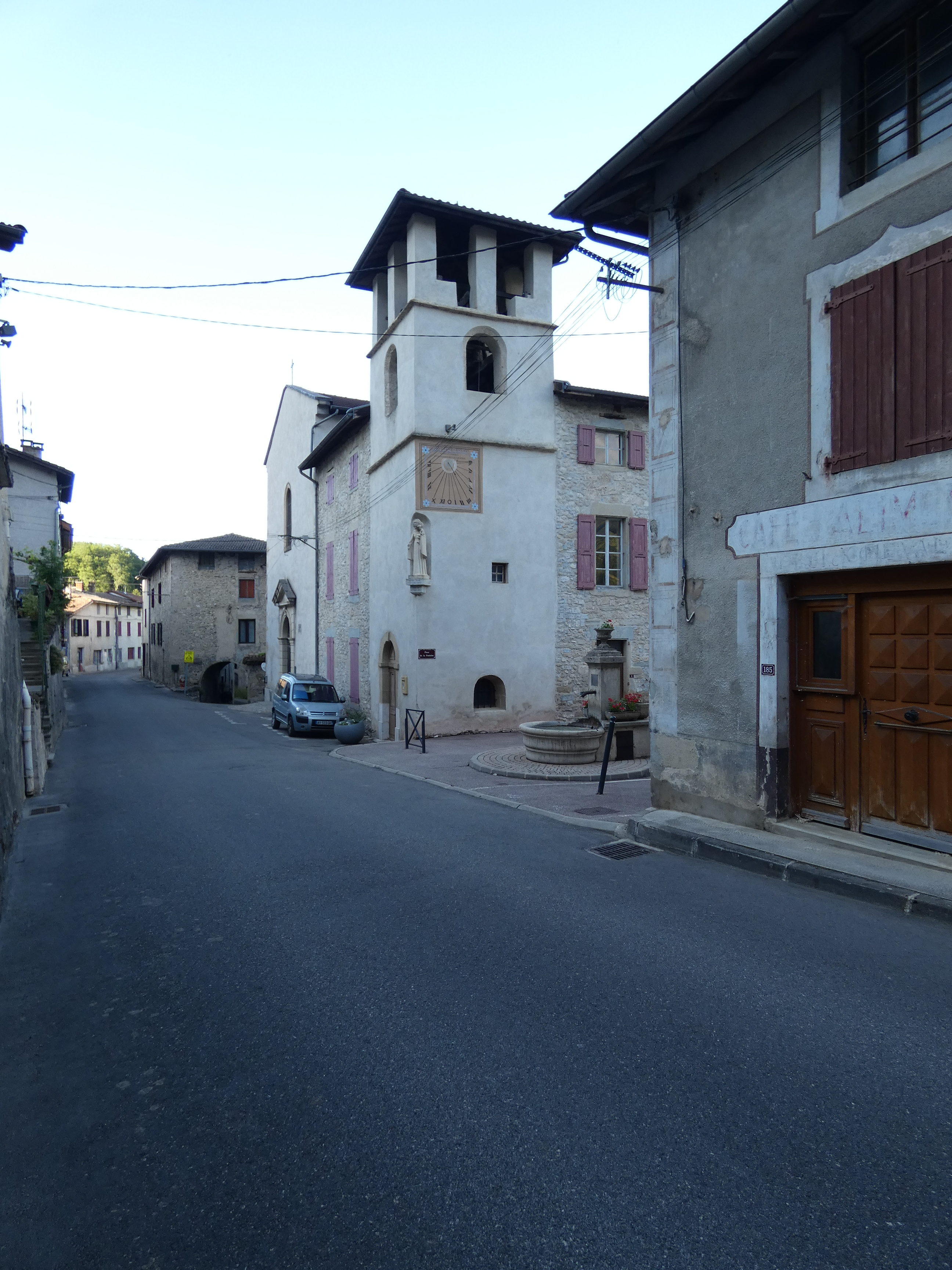
Rue du Village au niveau de la place de la Fontaine, avec l'église Sainte-Marie.

### Typologie
Au 1er janvier 2024, Oriol-en-Royans est catégorisée commune rurale à habitat dispersé, selon la nouvelle grille communale de densité à 7 niveaux définie par l'Insee en 2022.
Elle appartient à l'unité urbaine de Saint-Jean-en-Royans, une agglomération intra-départementale dont elle est une commune de la banlieue,. La commune est en outre hors attraction des villes,.

### Occupation des sols
L'occupation des sols de la commune, telle qu'elle ressort de la base de données européenne d’occupation biophysique des sols Corine Land Cover (CLC), est marquée par l'importance des forêts et milieux semi-naturels (60,1 % en 2018), une proportion identique à celle de 1990 (60,1 %). La répartition détaillée en 2018 est la suivante : 
forêts (56,6 %), prairies (32,6 %), zones agricoles hétérogènes (7,3 %), milieux à végétation arbustive et/ou herbacée (3,5 %). L'évolution de l’occupation des sols de la commune et de ses infrastructures peut être observée sur les différentes représentations cartographiques du territoire : la carte de Cassini (XVIIIe siècle), la carte d'état-major (1820-1866) et les cartes ou photos aériennes de l'IGN pour la période actuelle (1950 à aujourd'hui).

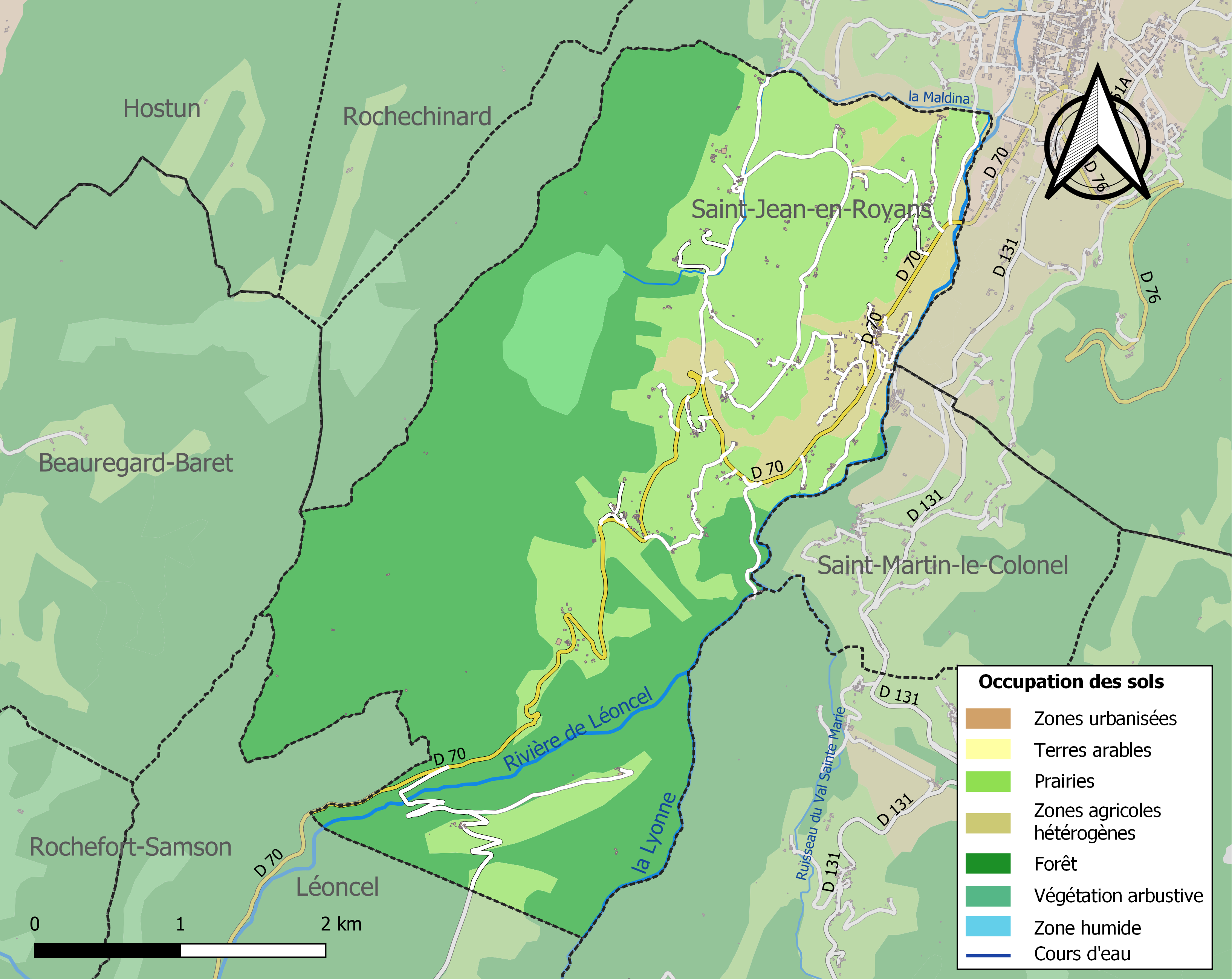
Carte des infrastructures et de l'occupation des sols de la commune en 2018 (CLC).

### Morphologie urbaine

#### Hameaux et lieux-dits
En 1891, le quartier Agnel est attesté. Il était dénommé Agni en 1174 (cartulaire de Léoncel, 24) et leuz Agneuz en 1196 (cartulaire de Léoncel, 62). Un ruisseau portait le même nom.

## Toponymie

### Attestations
Dictionnaire topographique du département de la Drôme :
- 1123 : Auriolum (archives des Bouches-du-Rhône, mss. de Chantelou) ;
- 1152 : Oriol (archives des Bouches-du-Rhône, mss. de Chantelou) ;
- 1204 : mention de l'église : ecclesia Sancte Marie de Auriolo (archives des Bouches-du-Rhône, mss. de Chantelou) ;
- XIIIe siècle : mention de l'église : ecclesia Beate Marie de Auriolo (archives des Bouches-du-Rhône, mss. de Chantelou) ;
- 1265 : mention de la paroisse : capella de Auriolo in Roianis (cartulaire de Léoncel, 218) ;
- 1296 : mention de la paroisse : parrochia Beate Marie de Oriolo (cartulaire de Léoncel, 218) ;
- XIVe siècle : mention de la paroisse : capella Aurioli in Roianis (pouillé de Valence) ;
- 1359 : Auriolum in Royanis (pap. de Valfanjousse) ;
- 1449 : Saincte-Marie d'Oriol (archives de la Drôme, E 2120) ;
- XVe siècle : mention de la paroisse : cura Beate Marie Aurioli in Royanis (pouillé de Valence) ;
- 1466 : mention de la paroisse : parrochia Beate Marie Aurioli mandamenti Sancti Nazarii (pap. de Valfanjousse) ;
- 1788 : Oriol en Royans (alman. du Dauphiné) ;
- 1789 : Orioles (état civil de Léoncel) ;
- 1891 : Oriol-en-Royans, commune du canton de Saint-Jean-en-Royans.

## Histoire

### Du Moyen Âge à la Révolution
La seigneurie :
- Possession des Eurre à la fin du Moyen Âge[2].
- Au point de vue féodal, Oriol-en-Royans faisait partie du duché d'Hostun et du mandement de Saint-Nazaire-en-Royans[16].

Démographie :
- 1688 : 160 familles.
- 1789 : 186 chefs de famille.

Avant 1790, Oriol-en-Royans était une communauté de l'élection et subdélégation de Valence et du bailliage de Saint-Marcellin.

Elle formait une paroisse du diocèse de Valence dont l'église, dédiée à la sainte Vierge, dépendait du prieur de Saint-Jean-en-Royans, qui y prenait la dîme et présentait à la cure.

### De la Révolution à nos jours
En 1790, la commune est comprise dans le canton de Rochefort-Samson. La réorganisation de l'an VIII (1799-1800) la place dans celui de Saint-Jean-en-Royans.

## Politique et administration

### Liste des maires
| Période                                  | Période  | Identité                                 | Étiquette | Qualité                      |
| ---------------------------------------- | -------- | ---------------------------------------- | --------- | ---------------------------- |
| Les données manquantes sont à compléter. |          |                                          |           |                              |
| 1871                                     |          | ?                                        |           |                              |
| 1874                                     |          | ?                                        |           |                              |
| 1878                                     |          | ?                                        |           |                              |
| 1884                                     |          | ?                                        |           |                              |
| 1888                                     |          | ?                                        |           |                              |
| 1892                                     |          | ?                                        |           |                              |
| 1896                                     |          | ?                                        |           |                              |
| 1900                                     |          | ?                                        |           |                              |
| 1904                                     |          | ?                                        |           |                              |
| 1908                                     |          | ?                                        |           |                              |
| 1912                                     |          | ?                                        |           |                              |
| 1919                                     |          | ?                                        |           |                              |
| 1925                                     |          | ?                                        |           |                              |
| 1929                                     |          | ?                                        |           |                              |
| 1935                                     |          | ?                                        |           |                              |
| 1945                                     |          | ?                                        |           |                              |
| 1947                                     |          | ?                                        |           |                              |
| 1953                                     |          | ?                                        |           |                              |
| 1959                                     |          | ?                                        |           |                              |
| 1965                                     |          | ?                                        |           |                              |
| 1971                                     |          | ?                                        |           |                              |
| 1977                                     |          | ?                                        |           |                              |
| 1983                                     |          | ?                                        |           |                              |
| 1989                                     |          | ?                                        |           |                              |
| 1995                                     |          | ?                                        |           |                              |
| 2001                                     | 2008     | Roland Archinard                         | DVD       | retraité (fonction publique) |
| 2008                                     | 2014     | Roland Archinard                         |           | maire sortant                |
| 2014                                     | 2020     | Roland Archinard                         |           | maire sortant                |
| 2020                                     | En cours | Jean-Jacques Dallon[source insuffisante] |           |                              |

## Population et société

### Démographie
L'évolution du nombre d'habitants est connue à travers les recensements de la population effectués dans la commune depuis 1793. Pour les communes de moins de 10 000 habitants, une enquête de recensement portant sur toute la population est réalisée tous les cinq ans, les populations de référence des années intermédiaires étant quant à elles estimées par interpolation ou extrapolation. Pour la commune, le premier recensement exhaustif entrant dans le cadre du nouveau dispositif a été réalisé en 2004.

En 2022, la commune comptait 513 habitants, en évolution de −4,29 % par rapport à 2016 (Drôme : +2,64 %, France hors Mayotte : +2,11 %).
| 1793 | 1800 | 1806 | 1821 | 1831 | 1836  | 1841  | 1846  | 1851 |
| ---- | ---- | ---- | ---- | ---- | ----- | ----- | ----- | ---- |
| 782  | 675  | 861  | 694  | 820  | 1 034 | 1 035 | 1 032 | 982  |

| 1856 | 1861 | 1866 | 1872 | 1876 | 1881 | 1886 | 1891 | 1896 |
| ---- | ---- | ---- | ---- | ---- | ---- | ---- | ---- | ---- |
| 629  | 621  | 597  | 599  | 609  | 531  | 567  | 579  | 528  |

| 1901 | 1906 | 1911 | 1921 | 1926 | 1931 | 1936 | 1946 | 1954 |
| ---- | ---- | ---- | ---- | ---- | ---- | ---- | ---- | ---- |
| 524  | 523  | 510  | 413  | 476  | 450  | 429  | 422  | 355  |

| 1962 | 1968 | 1975 | 1982 | 1990 | 1999 | 2004 | 2006 | 2009 |
| ---- | ---- | ---- | ---- | ---- | ---- | ---- | ---- | ---- |
| 368  | 385  | 308  | 329  | 349  | 377  | 460  | 496  | 517  |

| 2014 | 2019 | 2022 | - | - | - | - | - | - |
| ---- | ---- | ---- | - | - | - | - | - | - |
| 540  | 523  | 513  | - | - | - | - | - | - |

### Enseignement
La commune est rattachée à l'académie de Grenoble.

### Manifestations culturelles et festivités
- Fête communale : le dimanche suivant le 21 janvier[2].
- Fête patronale : le 15 août[2].

### Loisirs
- Pêche[2].

## Économie

### Agriculture
En 1992 : bois, pâturages (bovins, ovins), cultures fruitières.
- Foires : les 1er mars et 26 octobre[2].

### Tourisme

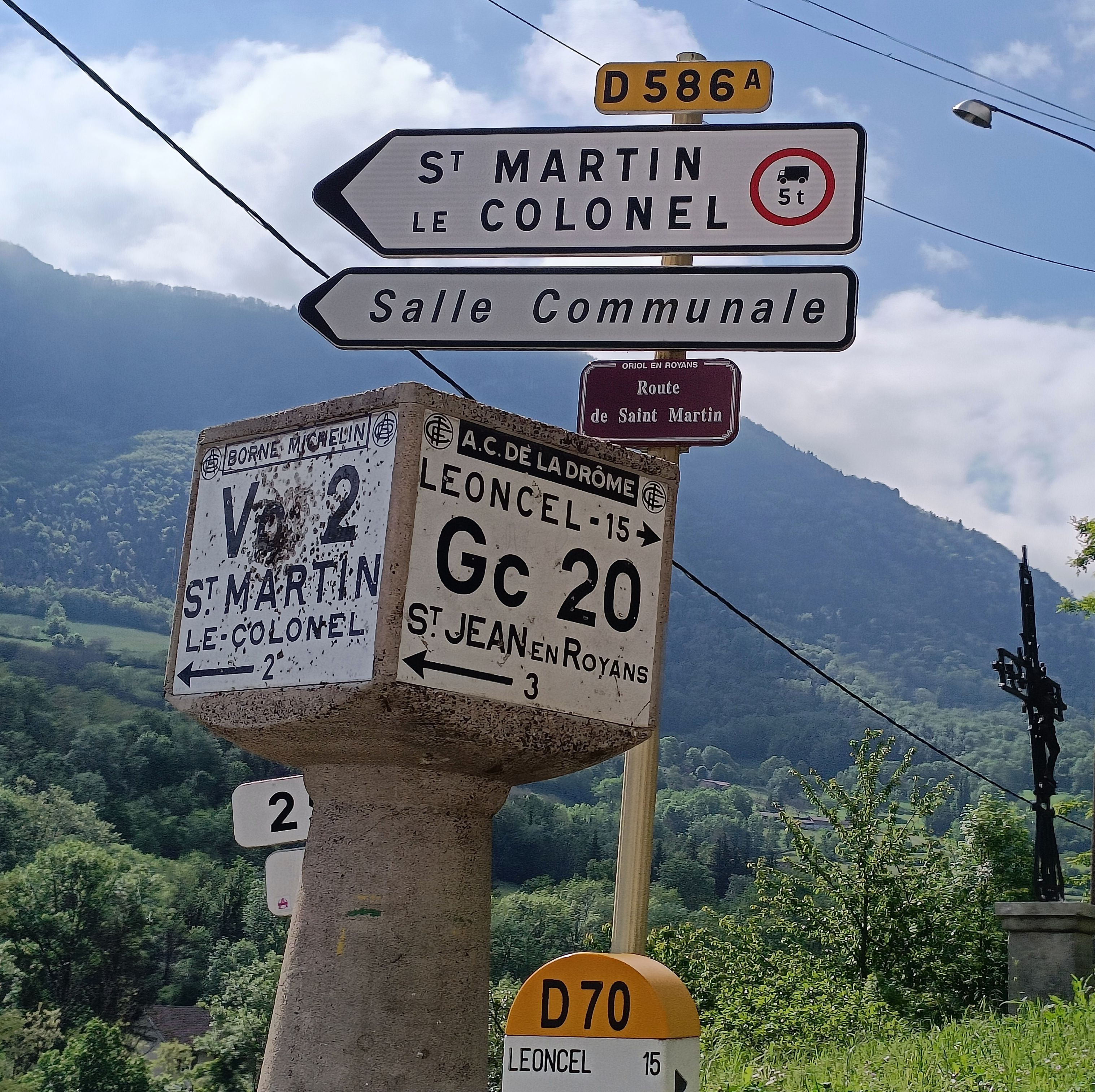
Ancienne borne Michelin à l'entrée du village en venant de Léoncel ou de Saint-Martin-le-Colonel

## Culture locale et patrimoine

### Lieux et monuments
- Église Sainte-Marie d'Oriol-en-Royans d'origine romane[2].

### Patrimoine naturel
- Un gouffre[2].

La commune fait partie du parc naturel du Vercors.

### Héraldique, logotype et devise
|  | Oriol-en-Royans possède des armoiries dont l'origine et le blasonnement exact ne sont pas disponibles. |